# Список персонажей Fate/stay night
В данном списке приведена информация о персонажах визуального романа Fate/stay night и его аниме-экранизаций. Построение имён персонажей в статье приведено согласно европейской, а не азиатской традиции, по которой фамилии следуют после имён.

## Мастера
Сиро Эмия (яп. 衛宮 士郎 Эмия Сиро:) — ученик второго класса старшей школы города Фуюки. Потерял своих родителей в прошлой Войне Грааля, проходившей в городе 10 лет назад. Его приёмный отец — Эмия Кирицугу — был магом и участвовал в войне как мастер. Он стал для юного Сиро примером для подражания, так как стремился помогать всем людям, используя свои способности. При этом Кирицугу не решился обучить Сиро каким-либо заклинаниям, за исключением единственного приёма. После смерти отца за Сиро стала присматривать Фудзимура Тайга — внучка старого друга Кирицугу и учительница в школе. Став участником очередной войны за Святой Грааль, Эмия не желает сражаться с кем бы то ни было, однако узнаёт, что осиротившая его катастрофа является следствием Войны. Если артефакт попадёт в руки безумца, катастрофа может повториться.
- Fate: Смирился с исчезновением Сэйбер и продолжил жить спокойной жизнью. В истинной концовке Realta Nua прожил жизнь как герой и после смерти встретился вновь с Сэйбер в Авалоне.
- Unlimited Blade Works: Хорошая концовка — стал жить вместе с Рин и Сэйбер. Истинная концовка — уезжает вместе с Рин в Лондон.
- Heaven's Feel: Нормальная концовка — пожертвовал собой ради разрушения Грааля. Истинная концовка — получил новое тело и стал жить с Сакурой и Райдер.

Сэйю: Нориаки Сугияма
Рин Тосака (яп. 遠坂 凛 То:сака Рин) — девушка из параллельного класса Сиро. Представительница потомственной династии магов, основателей Войны Грааля. Рин решительно настроена на участие в войне и готовится призвать Сэйбер, но по ошибке (в действительности это не ошибка, о чём сказано в ветке Unlimited Blade Works) призывает вместо неё Арчера, что путает все её планы. Сперва, встретив Сиро, видит в нём врага, но со временем становится его надёжной союзницей и другом. Сестра Сакуры.
- Fate: Продолжила жить спокойной жизнью.
- Unlimited Blade Works: их чувства с Сиро стали взаимными, что переросло в любовь. Хорошая концовка — она поддерживает Сэйбер в качестве своей Слуги, вместе с Сиро живут нормальной счастливой жизнью. Истинная концовка — уходит в Ассоциацию Магов, и после завершения обучения уезжает с Сиро в Лондон, чтобы они могли оставаться вместе, и где она может следить за ним; в этой ветке, Рин — победитель 5-й Войны Грааля.
- Heaven's Feel: Нормальная концовка — завела семью и осталась в Фуюки. Истинная концовка — отправилась в Ассоциацию. Позже навещает Сиро, Сакуру и Райдер.

Сэйю: Кана Уэда
Сакура Мато (яп. 間桐 桜 Мато: Сакура) — близкая подруга Сиро, заботившаяся о нём последние полтора года до описываемых событий, первоначально была приставлена к Сиро своим дедом в качестве наблюдателя. Представители династии Макири (теперь называется Мато) были сильными магами, но со временем их род утерял способности к магии, то есть магические навыки Сакуры подавлены. Очень любит Сиро, но боится ему в этом признаться. Сакура стала жертвой жестоких магических экспериментов своего деда, Дзокэна Мато. Из-за них она стала вместилищем для Ангры-Майнью, слуги Грааля и представителя восьмого класса, который невозможно призвать обычным образом. Рин Тосака и Сакура Мато — родные сестры из клана Тосака, разлученные в детстве. Сакура — младшая. Чтобы спасти старшую дочь и сохранить дружеские отношения с семьёй Мато, отец и мать девочек отдали Сакуру на воспитание Дзокэна. Семья Мато получает свою силу, контролируя червей и позволяя им жить в своём теле.
- Fate: Продолжила жить спокойной жизнью.
- Heaven's Feel: Нормальная концовка — переехала в дом Сиро и ждала его до самой смерти. Истинная концовка — счастливо зажила вместе с Сиро и Райдер, но она по-прежнему связана с Акашей и обладает огромным запасом магической энергии.

Сэйю: Норико Ситая
Иллиясфиль фон Айнцберн (Иллия) (яп. イリヤスフィール・フォン・アインツベルン Ириясуфи:ру фон Айнцубэрун) — маленькая девочка, участвующая в войне от лица семейства Айнцберн, представители которого были одними из инициаторов Войн Грааля. На момент начала сериала живёт в лесном замке Айнцберн, в котором представители семьи пребывают во время войн. Очень сильный маг. Иллия сумела призвать Берсерка — самого сильного физически слугу — и с лёгкостью им управлять, конвертируя свои магические силы в энергию для своего слуги. Гомункул, предназначенный служить сосудом для части Грааля в конце Войны и, как следствие, умереть. Любит приставать к Сиро и называть его «братиком». Сперва выступает как главный противник Сиро и Рин. Дочь Эмии Кирицугу, усыновителя Сиро. Изначально относилась к Сиро неоднозначно: с одной стороны, она завидует мальчику, ради которого её бросил отец, но считает, что если Кирицугу что-то в нём нашёл, то что-то должно быть. На самом деле ей восемнадцать лет. После гибели Берсерка остается с Сиро.
- Fate: Переехала в Фуюки и зажила нормальной жизнью, но срок её жизни не превысит года.
- Unlimited Blade Works: Убита Гильгамешем.
- Heaven's Feel: Нормальная концовка — неизвестно. Истинная концовка — пожертвовала собой ради Сиро, перед исчезновением раскрыв ему правду о своём рождении.

Сэйю: Май Кадоваки
Синдзи Мато (яп. 間桐 慎二 Мато: Синдзи) — член семьи Мато, временный мастер Райдера, сводный брат Сакуры. С детства мечтает стать сильным магом. С того момента, как Сакура стала членом семьи Мато, Синдзи всячески старался поддержать её. На её день рождения он подслушал разговор своей семьи с Сакурой, в котором говорилось, что Сакура должна стать их представителем в Войне Святого Грааля. Синдзи решил, что всё это время Сакура насмехалась над ним. С тех пор они находятся в очень напряжённых отношениях. Синдзи часто бьёт Сакуру за какую-нибудь мелочь. Пытается превзойти Сиро Эмию, но это ему не удается. Заключил фальшивый контракт с Райдером, которую не обеспечивает маной и относится к ней, как к вещи. Позже, когда Сакура заключила контракт с Райдером, она спасла Синдзи в его битве с Сиро.
- Fate: Убит Иллией после поражения.
- Unlimited Blade Works: Выжил, смог наладить отношения с Сакурой.
- Heaven's Feel: Жестоко убит Сакурой.

Сэйю: Хироси Камия
Соитиро Кудзуки (яп. 葛木 宗一郎 Кудзуки Со:итиро:) — учитель, который преподаёт в той же школе, в которой учится Сиро и остальные. Его слуга — Кастер. Он хладнокровен, безжалостен, и бесстрастно сражается со своими противниками.
Сэйю: Кадзухиро Наката
- Убит во всех арках.

Кирэй Котоминэ (яп. 言峰 綺礼 Котоминэ: Кирэй) — священник церкви Фуюки, наставник Тосаки Рин. Наблюдатель Пятой Войны, участвовал в Четвёртой Войне, в которой его слугой был Гильгамеш. Именно он виноват в пожаре десятилетней давности, из которого спасся только Эмия Сиро. Убив мастера Лансера, сам стал его мастером.
Сэйю: Дзёдзи Наката
- Fate: Убит Сиро во время призыва Грааля.
- Unlimited Blade Works: Убит Лансером.
- Heaven's Feel: После битвы с Сиро у Грааля умирает после остановки своего чёрного сердца Темной Сакурой.

## Слуги

Слуги в аниме-сериале Studio Deen (2006 год).
Слева направо: Лансер, Кастер, Сэйбер, Райдер, Арчер.

Каждый слуга принадлежит к одному из семи классов:
- «Сэйбер» (Saber с англ. — «сабля», букв. «Мечник»);
- «Арчер» (Archer с англ. — «Лучник»);
- «Лансер» (Lancer с англ. — «Копейщик»);
- «Райдер» (Rider с англ. — «Всадник»);
- «Берсеркер» (Berserker с англ. — «Берсерк»);
- «Ассасин» (Assassin с англ. — «Убийца»);
- «Кастер» (Caster с англ. — «Заклинатель»).

Класс слуге выдаётся в соответствии с его «благородными фантазмами» — отличительными особенностями героя, важными причинами его славы (Горгона Медуза, например, способна обращать людей в камень, хоть и не буквально). Каждый слуга заинтересован в получении Грааля не меньше мастера, так как исполнение желания ожидает каждого. У каждого мастера есть узор из трёх частей на руке, напоминающий татуировку (узор зависит от личности мастера). Это командные заклинания. Они позволяют преодолевать ограничения слуг: с их помощью можно отдавать приказы, которые противоречат намерениям слуг, вплоть до самоубийства, или их физическим возможностям. Командное заклинание можно применять трижды — пока не исчезнет последняя часть узора, в этом случае человек перестаёт являться мастером. Он может заключить новый контракт, но обычно этого не происходит.
Сэйбер (яп. セイバー Сэйба:) — слуга Сиро. Считает получение Грааля своей главной целью и долгом. Кажется хладнокровной и эгоистичной, хотя и ей присущи человеческие чувства, что она тщательно скрывает. Была призвана Эмией Кирицугу в прошлой, четвёртой войне, но проиграла последний поединок. Настоящее имя — Артурия Пендрагон, Король Артур. Сэйбер считает, что звания короля Англии достоин другой человек, менее бездушный и черствый, чем она сама. Участвует в Войне с этой целью. Считается сильнейшей слугой. Её желала призвать Рин Тосака, но по ошибке это случайно сделал Сиро Эмия.
- Fate: Разрушает Грааль и исчезает.
- Unlimited Blade Works: Хорошая концовка — продолжает жить как слуга Рин. Истинная концовка — разрушает Грааль и исчезает.
- Heaven's Feel: Убита Тенью в середине Войны, позже превращена в Сэйбер-Альтер и окончательно уничтожена Сиро и Райдер.

Сэйю: Аяко Кавасуми
Арчер (яп. アーチャー А:тя:) — слуга Тосаки Рин. Утверждает, что не помнит своего настоящего имени. В Unlimited Blade Works выясняется, что он — Эмия Сиро из возможного будущего.
- Fate: Погибает от Рук Берсеркера, предварительно убив его 5 раз.
- Unlimited Blade Works: Исчезает в финале, попросив Рин позаботиться о себе.
- Heaven's Feel: Был смертельно ранен тенью, защищая Рин. Позже попросил, чтобы его руку пересадили Сиро, после чего исчез.

Сэйю: Дзюнъити Сувабэ
Лансер (яп. ランサー Ранса:) — первый противник Арчера и Сэйбер, первый слуга, с которым столкнулся Сиро. Ценит красивые схватки, участвует в войне только ради собственного развлечения. Лишился мастера на четвёртый день Войны и стал слугой Котоминэ Кирэя — священника местной церкви Фуюки. Истинное имя Лансера — Кухулин, герой кельтских мифов.
- Fate: Погиб от рук Гильгамеша ближе к финалу истории.
- Unlimited Blade Works: Совершил самоубийство по приказу Кирэя, но успел убить и его, защитив Тосаку Рин.
- Heaven's Feel: Убит Тенью на ранней стадии Войны, после сожран Истинным Ассасином.

Сэйю: Нобутоси Канна
Райдер (яп. ライダー Райда:) — слуга, призванная Мато Сакурой, но попавшая под управление к её брату, Мато Синдзи. Райдер скрытная, немногословная и осторожная, ненавидит своего временного мастера, но испытывает симпатию к Сакуре и старается помочь ей, когда это только возможно. Поскольку Мато Синдзи не является магом, он не способен снабжать Райдер энергией и поддерживать её в бою, а сами её характеристики понижены, поэтому ей приходится нападать на людей, поглощая энергию их душ. Настоящее имя — Горгона Медуза. Райдер способна контролировать свои глаза, парализующие всё живое в пределах видимости, но носит повязку в качестве меры предосторожности.
- Fate: Погибла в схватке с Сэйбер.
- Unlimited Blade Works: Убита Соитиро на ранней стадии Войны.
- Heaven's Feel: Нападала на людей и была побеждена Сэйбер, позже спасла Сиро от Истинного Ассасина. Когда Синдзи похитил Сакуру, раскрылось, что именно Сакура призвала Райдер и создала «Книгу командных заклинаний» для Синдзи. Очень заботится о Сакуре, однако идёт против неё и защищает Сиро по последней сознательной просьбе Сакуры. В последний день Войны вместе с Сиро сражается с Сэйбер-Альтер и побеждает, в истинной концовке спокойно живёт с Сакурой и Сиро, в нормальной же её судьба остаётся неизвестной.

Сэйю: Ю Асакава
Берсеркер (яп. バーサーカー Ба:са:ка:) — слуга Иллии. Настоящее имя — Геракл, знаменитый герой греческой мифологии. Его колоссальные физическая сила и выносливость подкрепляются Небесным Фантазмом «Длань Господня», который даёт Берсеркеру дополнительно 12 жизней — по одной за каждый подвиг, совершённый им в течение своей жизни. Также этот Фантазм даёт слуге защиту от любых повреждений низкого и среднего ранга и иммунитет к слабой магии. Слуги класса «берсерк» обычно дики и неуправляемы, однако Геракл беспрекословно подчиняется своей маленькой хозяйке и во всём слушается её.
- Fate: Убит Сэйбер и Сиро.
- Unlimited Blade Works: Убит Гильгамешем, защищая Илию.
- Heaven's Feel: Побеждён Тенью и обращён в тёмного Берсеркера как слуга Мато Сакуры, после побеждён Сиро.

Сэйю: Тадахиса Сайдзэн
Кастер (яп. キャスター Кясута:) — слуга, обманом заставившая своего мастера израсходовать все командные заклинания впустую и убившая его. Не рассчитав, она осталась практически без энергии и на грани исчезновения. Найдена Кудзуки Соитиро (учителем школы Фуюки, в которой учится Сиро) и стала его слугой. Влюблена в Кудзуки. Настоящее имя — Медея.
- Fate: Убита Гильгамешем, когда атаковала дом Сиро и требовала от Сэйбер стать её слугой.
- Unlimited Blade Works: Основной антагонист арки, сумела взять под контроль сразу нескольких слуг (Ассасин, Арчер, Сэйбер). Но она была предана Арчером и погибла, защищая Соитиро.
- Heaven's Feel: Убита Сэйбер в начале Войны, однако воскрешена Зокеном как марионетка. Побеждена Сэйбер и Арчером.

Сэйю: Ацуко Танака
Ассасин (яп. アサシン Асасин) — Сасаки Кодзиро. Был призван не человеком-магом, как другие слуги, а Кастером. Из-за этого он ограничен в передвижении и стеснён в боевых способностях. Он не занимает в войне позиции Слуги и служит исключительно как привратник, охраняющий вход в храм Рюдодзи.
- Fate: Защищал врата в храм. Во время освобождения Сакуры от Кастера был побеждён Сэйбер.
- Unlimited Blade Works: Защищал Врата в храм до конца, побеждён Сэйбер.
- Heaven's Feel: Над ним был проведён таинственный ритуал, и из него вырвался Истинный Ассасин, который позже сожрал его тело для восстановления личности.
- Сэйю: Синъитиро Мики

Гильгамеш (яп. ギルガメッシュ Гиругамэссю) — про́клятый слуга из прошлой (четвёртой) войны Святого Грааля, класса «Арчер». На две трети бог и на треть человек, правитель древнего Урука. Высокомерный и загадочный, его желание — заполучить Сэйбер. В конце прошлой Войны частично подвергся влиянию Ангры-Майнью, что сделало его тело материальным. Гильгамеш — сильнейший участник войны Святого Грааля.
- Fate: Побеждён Сэйбер с помощью Авалона.
- Unlimited Blade Works: Один из основных антагонистов арки, планировал впустить Ангра-Манью в этот мир. Побеждён Сиро.
- Heaven's Feel: Сожран Сакурой, когда попытался на неё напасть.

Сэйю: Томокадзу Сэки